# Svenska Järnvägsmissionen
Svenska Järnvägsmissionen är en ekumenisk rörelse som grundades 1881 som en missionsrörelse för kristna järnvägsanställda. 
Verksamheten bedrevs först lokalt, med ett nationellt årsmöte under sommartid. Från och med år 1919 bedrevs verksamheten på ett mer organiserat sätt och från och med år 1921 gav man ut en tidning, Järnvägsmännens Missionsblad. Från och med år 1927 gav man även ut en jultidning, I Julekväll. Svenska Järnvägsmissionen ger numer ut tidningen Väg och Mål.